# Via Labicana

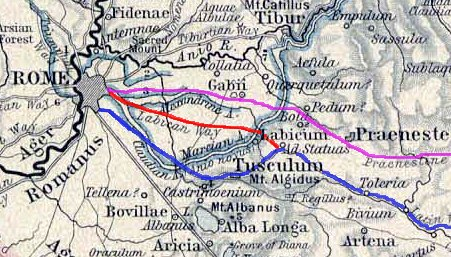
Przebieg Via Labicana

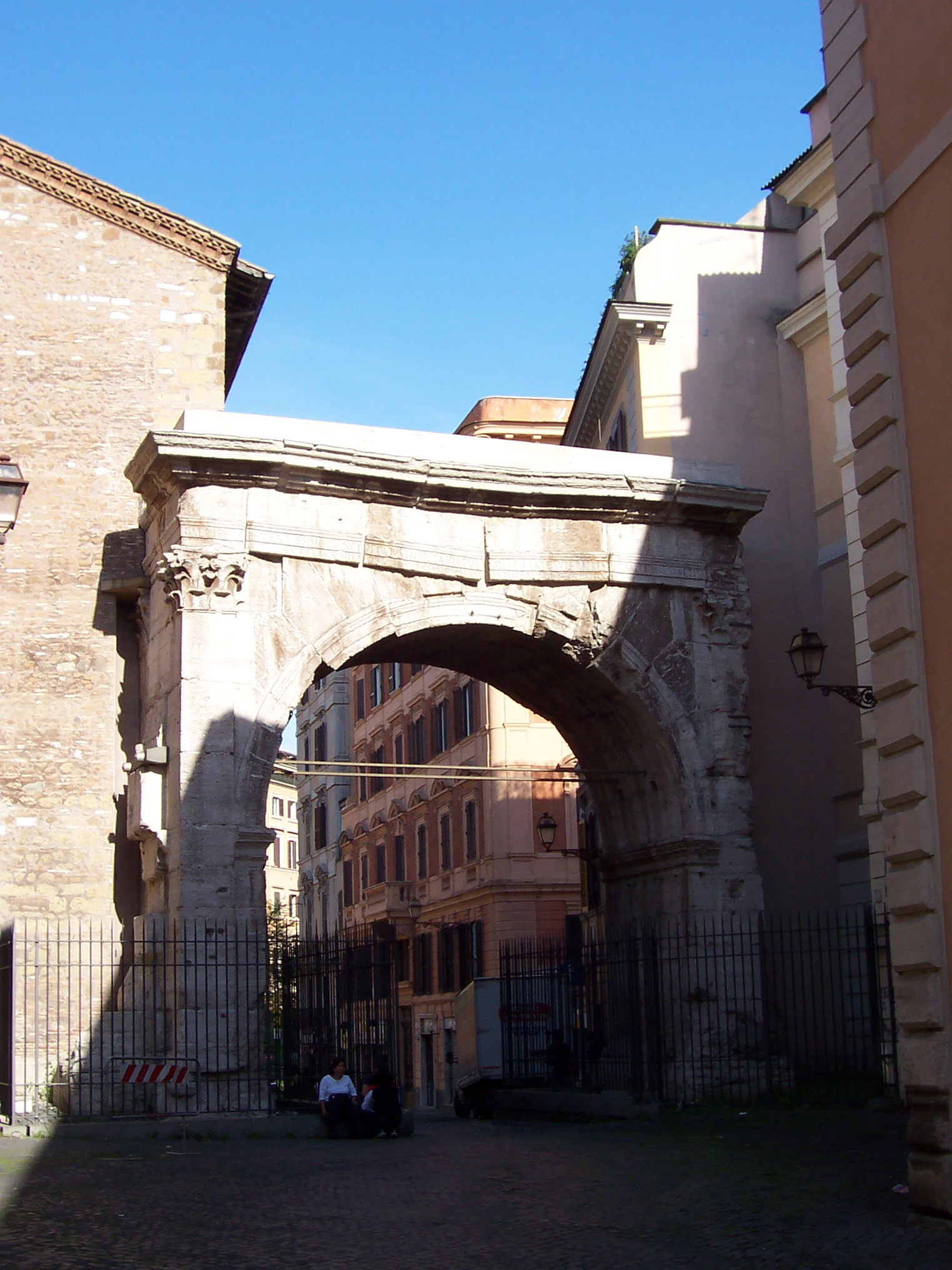
Łuk Galiena przy Bramie Eskwilińskiej – początek via Labicana

Via Labicana – droga rzymska biegnąca na wschód i południowy wschód od Rzymu.
Należała do najstarszych dróg publicznych (viae publicae), którym nadawano nazwy od docelowych miejscowości szlaku. Wychodziła z Rzymu przez Bramę Eskwilińską (Porta Esquilina) w murach serwiańskich, ozdobioną później przez łuk Galiena, a następnie przez Bramę Prenestyńską (Porta Prenestina) w Murze Aureliana. Prawdopodobnie pierwotnie kończyła się w Tusculum (5 km od Rzymu), a w późniejszym czasie przedłużono ją do Labicum (20 km od Rzymu).
Jej odcinek w pobliżu Rzymu nosił nazwę Via Casilina. Przechowywany w Muzeum Narodowym w Rzymie posąg Augusta jako pontifexa maximusa, pierwotnie postawiony przy willi Liwii, określany jest jako  Via Labicana Augustus. Przy drodze tej został pochowany zamordowany przez pretorianów cesarz Didiusz Julianus.